# Xysticus britcheri
Xysticus britcheri là một loài nhện trong họ Thomisidae.
Loài này thuộc chi Xysticus. Xysticus britcheri được Willis J. Gertsch miêu tả năm 1934.